# Sphaerodactylus copei
Sphaerodactylus copei — вид геконоподібних ящірок родини Sphaerodactylidae. Мешкає на Гаїті та на Багамських Островах. Вид названий на честь американського герпетолога і палеонтолога Едварда Копа.

## Підвиди
Виділяють дев'ять підвидів:
- Sphaerodactylus copei astreptus Schwartz, 1975 — від Мірагоана і Пайяна[en] на південь до Дімізаїна;
- Sphaerodactylus copei cataplexis Schwartz & Thomas, 1965 — південний захід півострова Тібурон і південні схили масиву де ла Отт[en], острів Ваш[en], інтродукований на островах Нью-Провіденс і Андрос на Багамах;
- Sphaerodactylus copei copei Steindachner, 1867 — від Валісе-де-Труен на схід до Фонд-Парізьєна[fr], південні схили гірського масиву Trou d'Eau[fr] і північні схили гір Морн-л'Опіталь;
- Sphaerodactylus copei deuterus Schwartz, 1975 — острів Гонав;
- Sphaerodactylus copei enochrus Schwartz & Thomas, 1965 — південно-східне узбережжя Гаїті, південні схили гірського масиву Сель;
- Sphaerodactylus copei pelates Schwartz, 1975 — південне узбережжя Гаїті і височини на півострові Тібурон;
- Sphaerodactylus copei picturatus Garman, 1887 — північне узбережжя півострова Тібурон;
- Sphaerodactylus copei polyommatus Schwartz, 1983 — острів Гранд-Каєміте[en];
- Sphaerodactylus copei websteri Thomas, 1975 — крайній південний захід півострова Тібурон.

## Поширення і екологія
Sphaerodactylus copei мешкають на заході острова Гаїті, а також були інтродуковані на деяких Багамських островах. Вони живуть у вологих і сухих тропічних лісах, в сухих чагарникових заростях, на бананових і кавових плантаціях, серед скель і опалого листя. Зустрічаються на висоті до 900 м над рівнем моря. Відкладають яйця.

## Збереження
МСОП класифікує стан збереження цього виду як близький до загрозливого. Sphaerodactylus copei загрожує знищення природного середовища. 